# Type 10
Il  Type 10 (10式戦車, Hitomaru shiki sensha) è un carro armato da combattimento giapponese entrato in servizio nella JGSDF nel 2010.
Il Type 10 appartiene alla quarta generazione di carri armati progettati e costruiti in Giappone, dopo il Type 61 entrato in servizio nel 1961, il Type 74 introdotto nel 1974, e il Type 90 divenuto operativo dal 1990.

## Progetto e sviluppo
Il Type 10 nacque dall'esigenza di fornire alla JGSDF un carro armato che potesse davvero spostarsi facilmente attraverso il Giappone, che fosse più agile e leggero, ma anche più veloce e manovrabile. Ciò rientrava nei nuovi criteri operativi della JGSDF basati su reparti a elevata mobilità e rapido intervento, in grado di essere trasportati celermente in ogni zona del Giappone, anche la più remota. Ma doveva anche risolvere un problema logistico pratico, perché il carro armato Type 90, a causa del suo peso, non poteva attraversare gran parte dei ponti giapponesi, rimanendo confinato in alcune zone settentrionali (in particolare in Hokkaidō dove era stanziata la 7ª Divisione).

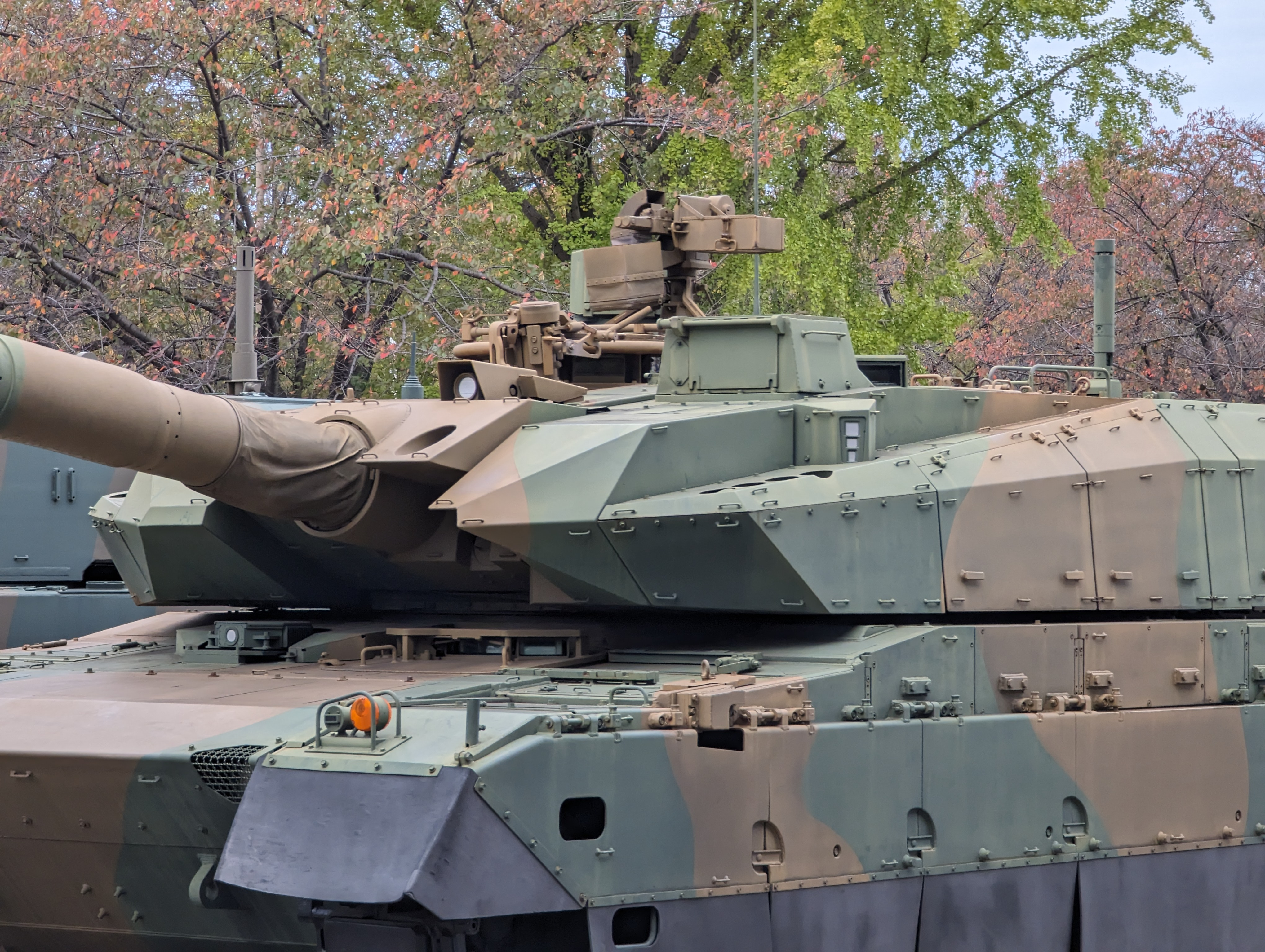
Vista ravvicinata del prototipo del Type 10.

Lo sviluppo è stato avviato nel 2002 dal Technical Research and Development Institute (TRDI) dell'Agenzia della Difesa (poi divenuta Ministero della Difesa nel 2007), e si è concluso nel 2009. Al progetto fu assegnato il nome provvisorio TK-X. La costruzione dei prototipi fu affidata a Mitsubishi Heavy Industries che provvide a fabbricare alcuni esemplari sperimentali dal 2002 al 2008, eseguendo i test dal 2004 al 2009. I requisiti chiedevano un miglioramento della potenza di fuoco, della mobilità, della protezione, con una concomitante riduzione delle dimensioni e soprattutto del peso. Inoltre era richiesta l'introduzione di avanzate tecnologie per la gestione delle informazioni e della comunicazione dei dati.

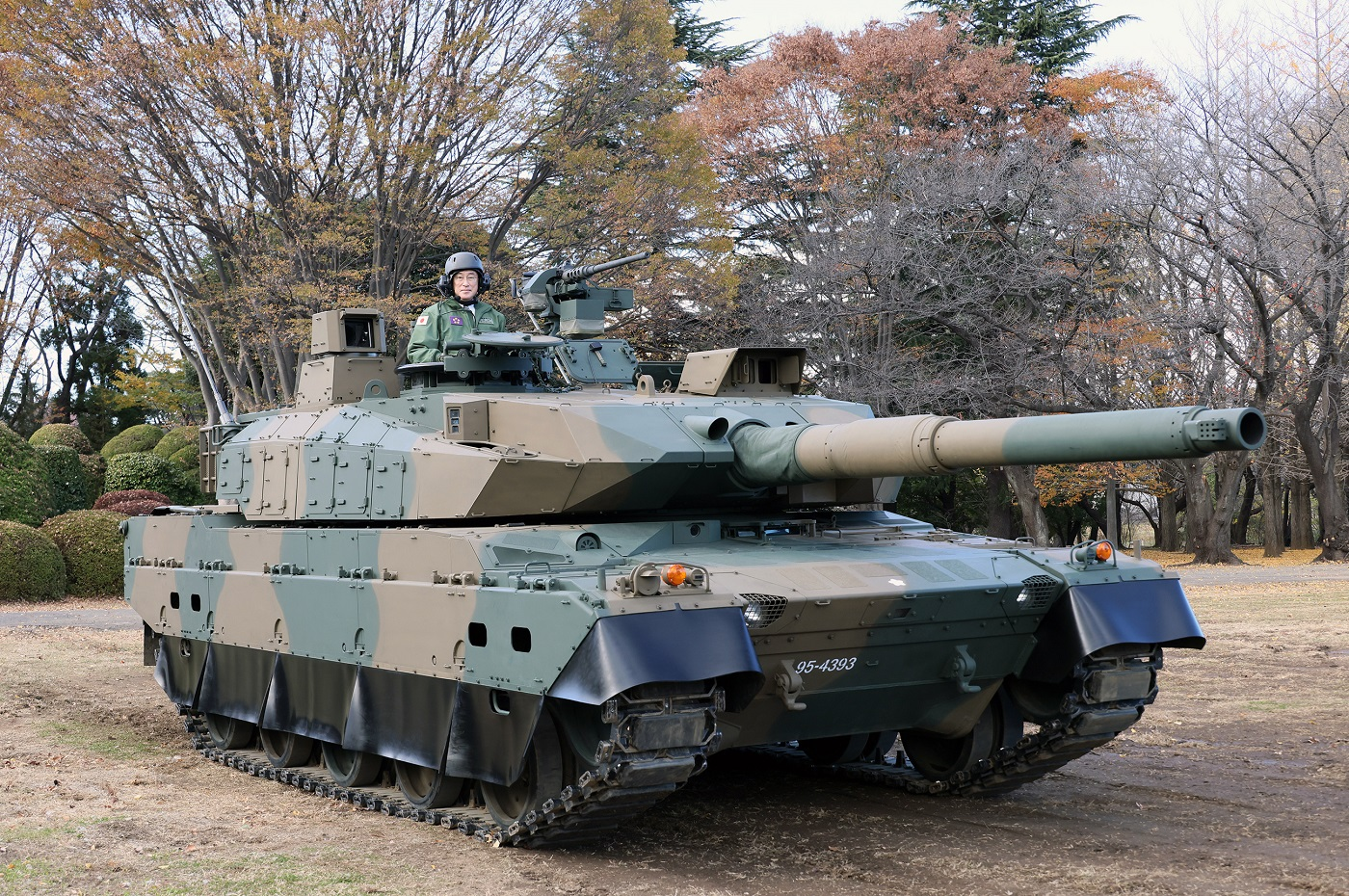
Un esemplare di serie del Type 10.

Nel 2009 il Ministero della Difesa ha approvato il nuovo mezzo corazzato ritenendolo idoneo e corrispondente alle specifiche, e nel 2010 è entrato ufficialmente in servizio nella JGSDF.

## Storia
Il secondo prototipo fu presentato alla stampa il 13 febbraio 2008 nella sede del Technical Research and Development Institute (TRDI) a Sagamihara nella prefettura di Kanagawa. Spiegando le caratteristiche del nuovo carro armato, fu data grande enfasi alle capacità C4ISTAR, alle sue prestazioni, alla potenza di fuoco, alle protezioni e alla mobilità.

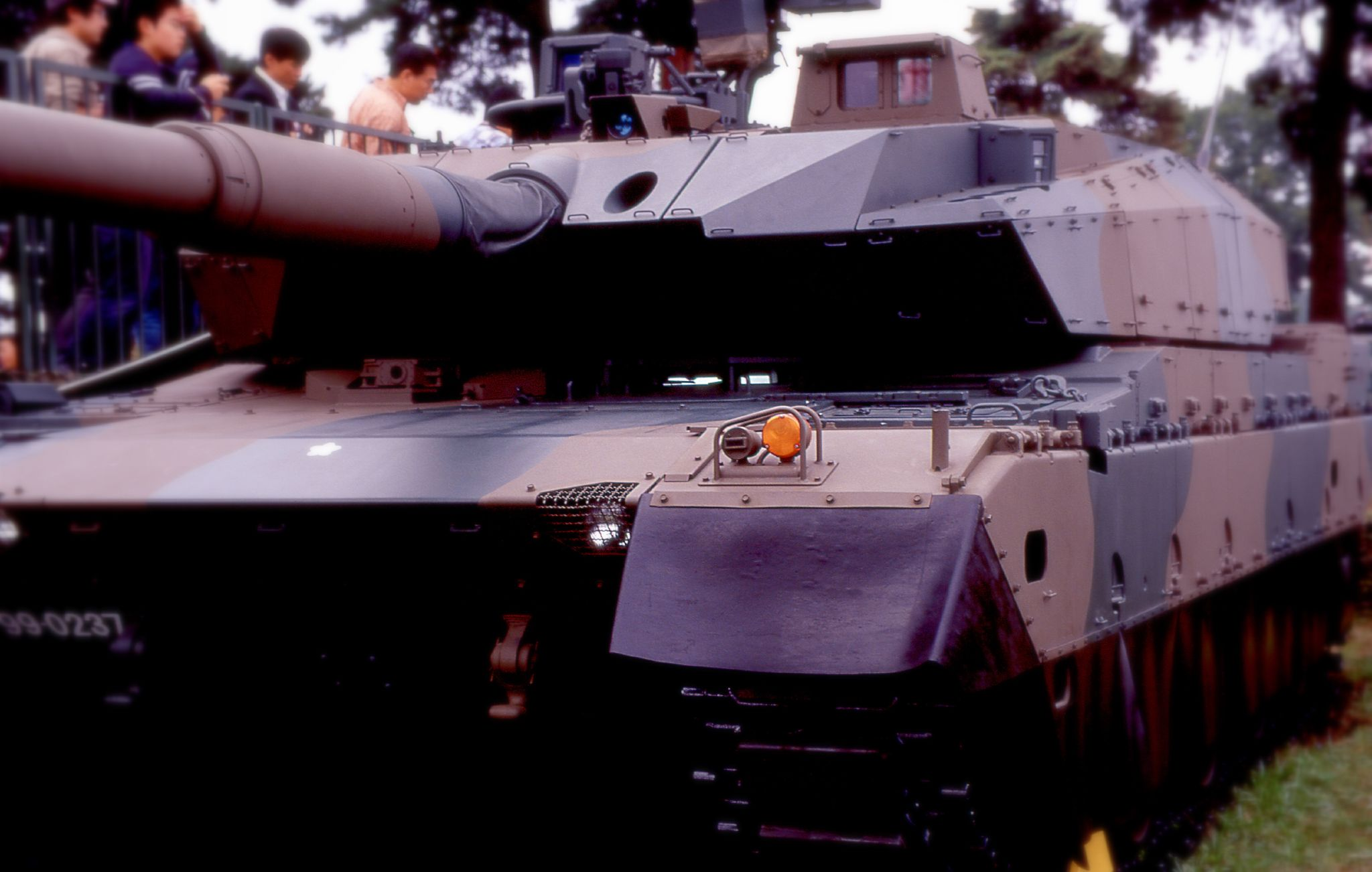
Un prototipo di Type 10 durante una presentazione pubblica.

Una maggior utilizzazione di componenti modulari è stata una significativa evoluzione se comparata con il precedente Type 90. Il comandante del carro in questo modello gode di una posizione più elevata e a destra, in grado di offrirgli una più ampia panoramica.

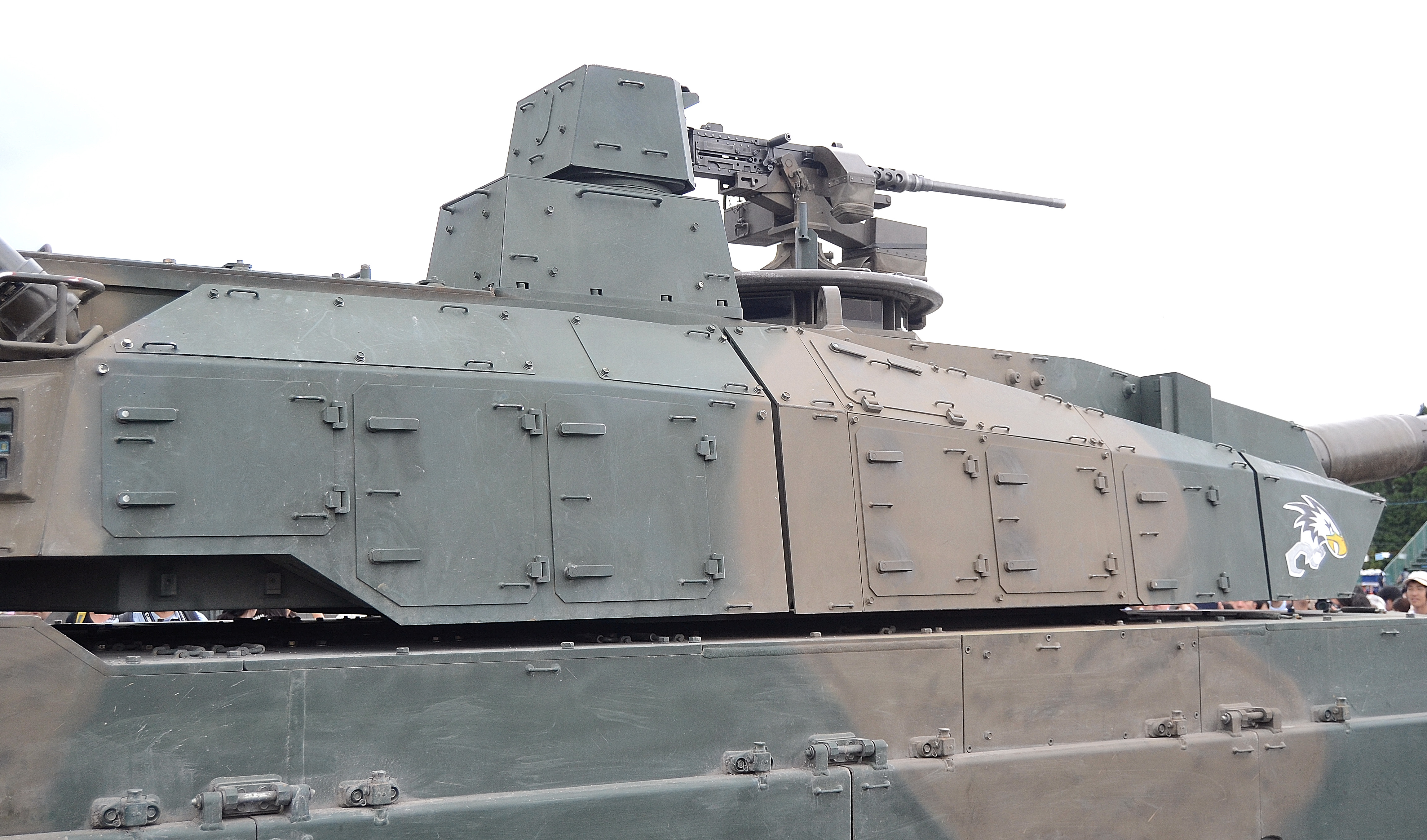
Vista laterale della torretta che evidenzia la costruzione con componenti modulari.

Il veicolo è armato con un nuovo cannone a canna liscia da 120 mm sviluppato dalla Japan Steel Works, che ha anche prodotto il 120 mm Rheinmetall L44 per il Type 90. Inoltre il cannone è compatibile con i proietti standard NATO da 120 mm.

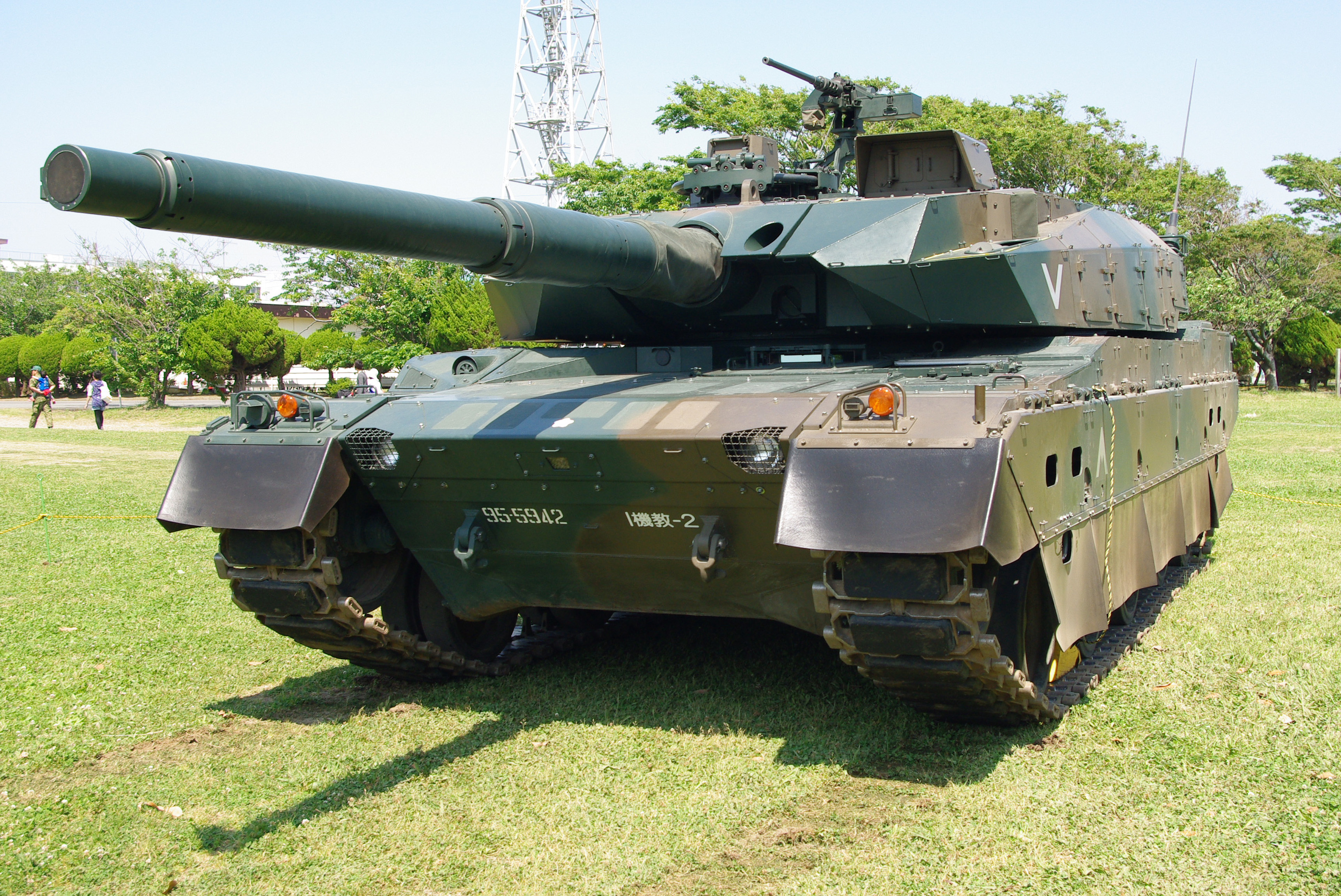
Un Type 10 alla base militare di Takeyama.

Nel 2008 il costo di sviluppo dell'intero programma si aggirava a circa 48,4 miliardi di yen. Inizialmente per ogni esemplare si ipotizzava un costo unitario di 700 milioni di yen, ma nel corso degli anni è aumentato notevolmente, e nel 2019 il costo unitario era valutato intorno a 1,5 miliardi di yen.

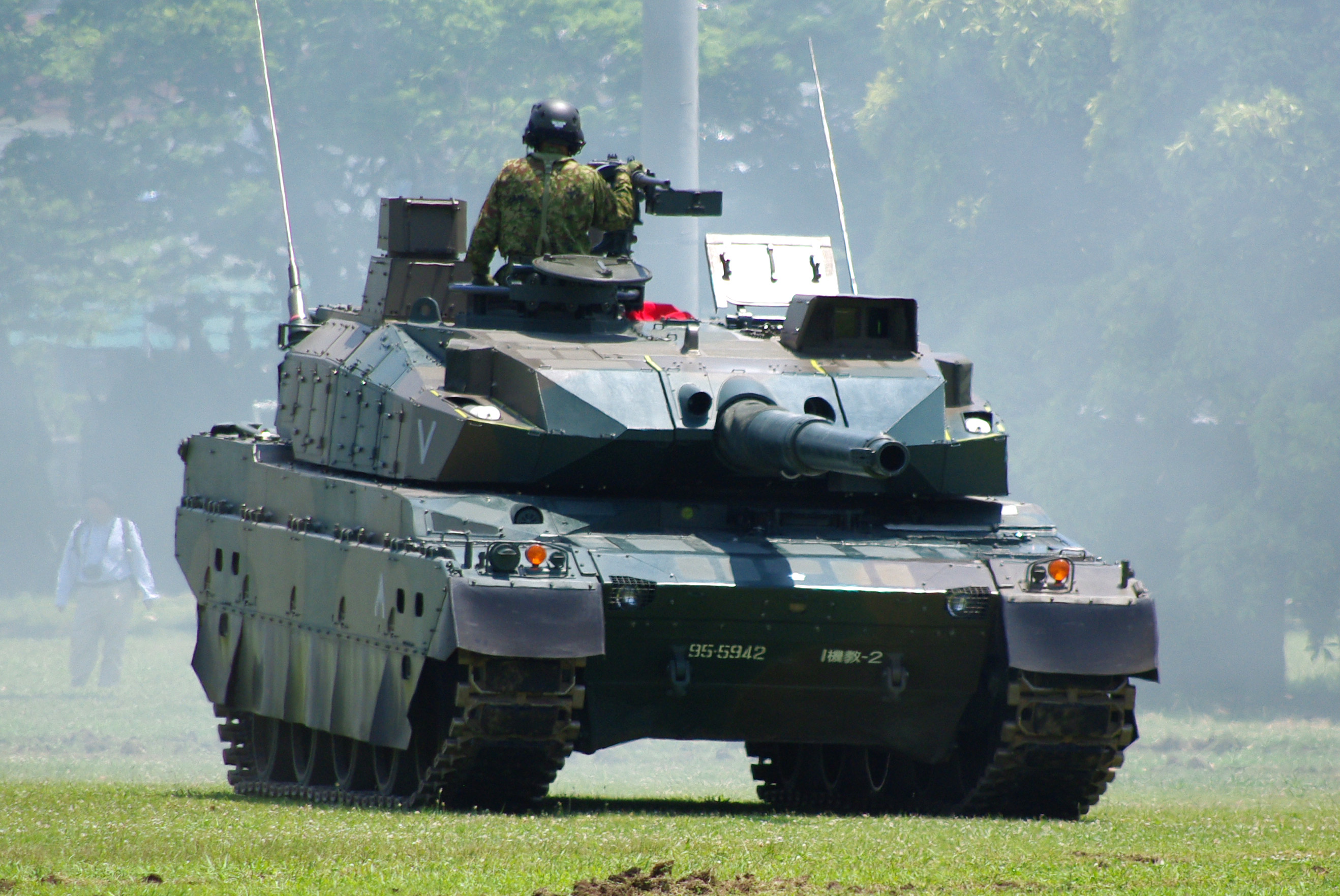
Il Type 10 è un carro armato particolarmente compatto, e nonostante le elevate prestazioni ha dimensioni contenute.

La Difesa giapponese ha formalizzato l'adozione del nuovo carro armato nel dicembre 2009. Nel 2010 il Ministero della Difesa giapponese ne ha ordinato i primi 13 esemplari della produzione in serie a un costo unitario di 945 milioni di yen, che sono presto entrati in servizio nella JGSDF. Nel 2017 il numero di Type 10 operativi era già arrivato a 88 esemplari.

## Caratteristiche tecniche
Il Type 10 è lungo 9,42 metri, ha una larghezza di 3,24 metri, e un'altezza di 2,3 metri, ed è quindi leggermente più piccolo del precedente Type 90 (circa 38 cm più corto), ma ha la stessa altezza. Nella configurazione standard ha un peso di 44 tonnellate, ossia 6 tonnellate in meno rispetto al Type 90, ma ha anche altre due configurazioni, quella basica con soltanto gli elementi essenziali ridotta a 40 tonnellate, e quella con protezioni aggiuntive alla corazzatura che può aumentare il peso fino a 48 tonnellate. Una caratteristica del Type 10 è appunto la sua corazzatura modulare che prevede sezioni che possono essere rimosse o aggiunte, combinando diverse soluzioni. La riduzione di peso è stata ottenuta anche grazie all'impiego di materiali compositi, in particolare ceramica e fibra di carbonio, combinati con piastre d'acciaio. Quest'ultime sono prodotte con un acciaio speciale con struttura policristallina finissima che rende il metallo più resistente ai colpi dei proiettili.

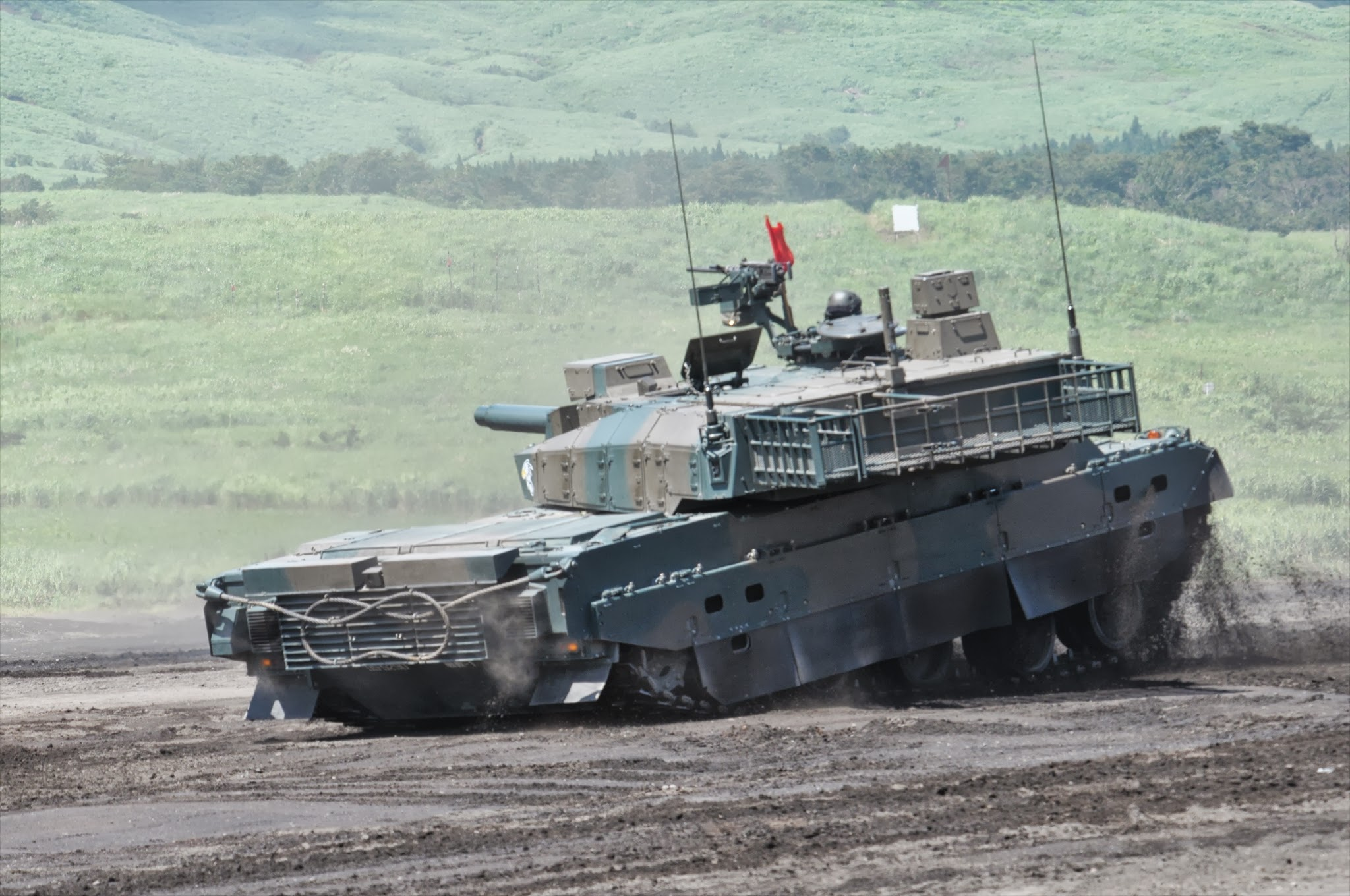
Il Type 10 è estremamente agile e manovrabile.

Il motore è un turbodiesel sovralimentato V8 a quattro tempi Mitsubishi 8VA34WTK, raffreddato ad acqua, capace di erogare una potenza di 1.200 CV. Ciò consente di raggiungere una velocità massima di 70 km/h. Le sospensioni idropneumatiche permettono di adattarsi facilmente al terreno, e soprattutto forniscono la capacità di cambiare assetto al mezzo, inclinandolo in avanti, oppure posteriormente, e anche di lato a destra e sinistra. Ciò semplifica il tiro del cannone principale, potendo regolare l'altezza del carro armato, e crea le condizioni per nasconderlo al meglio fra la boscaglia e le colline per effettuare degli attacchi di imboscata.

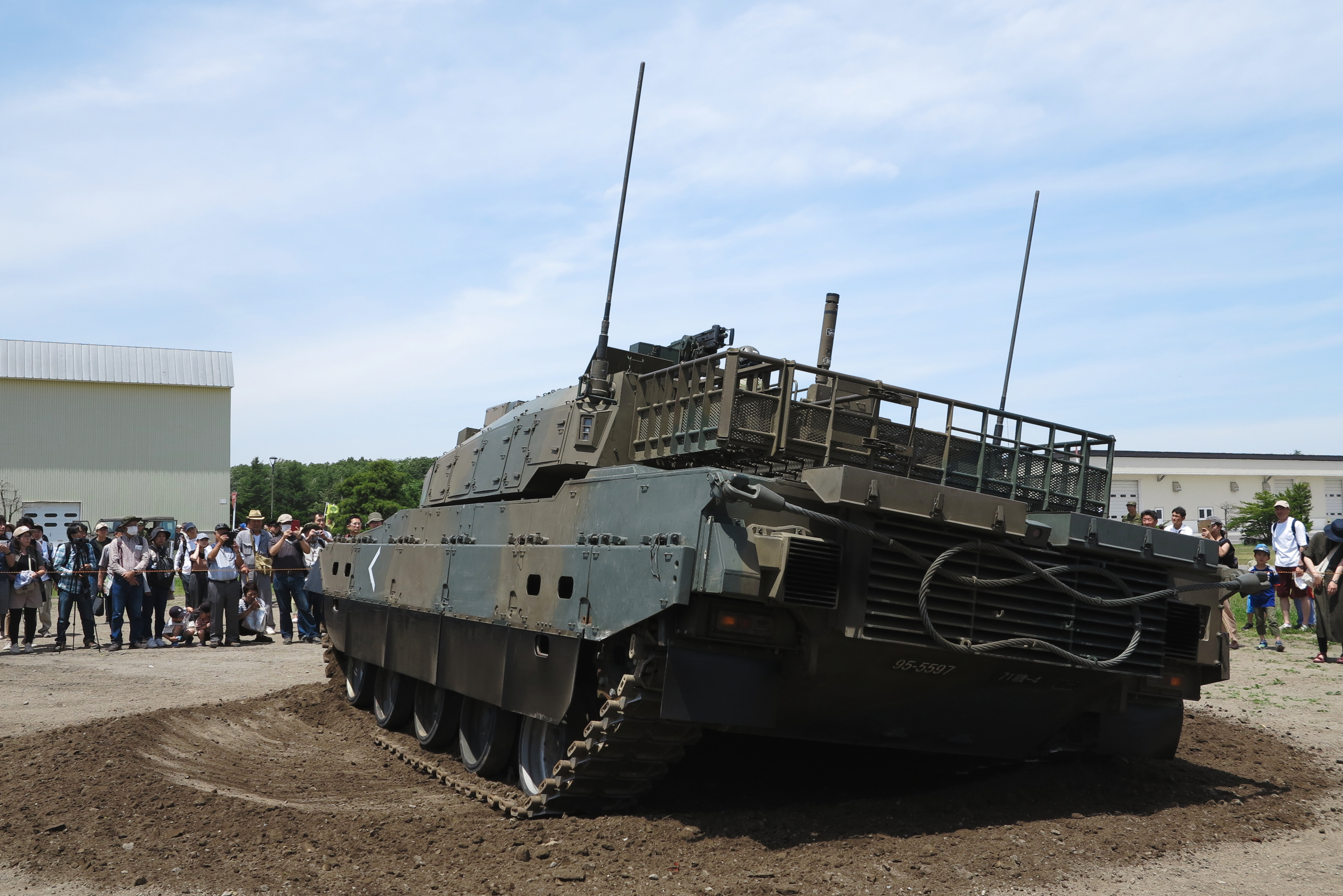
Le sospensioni idropneumatiche permettono al Type 10 di inclinarsi su un lato.

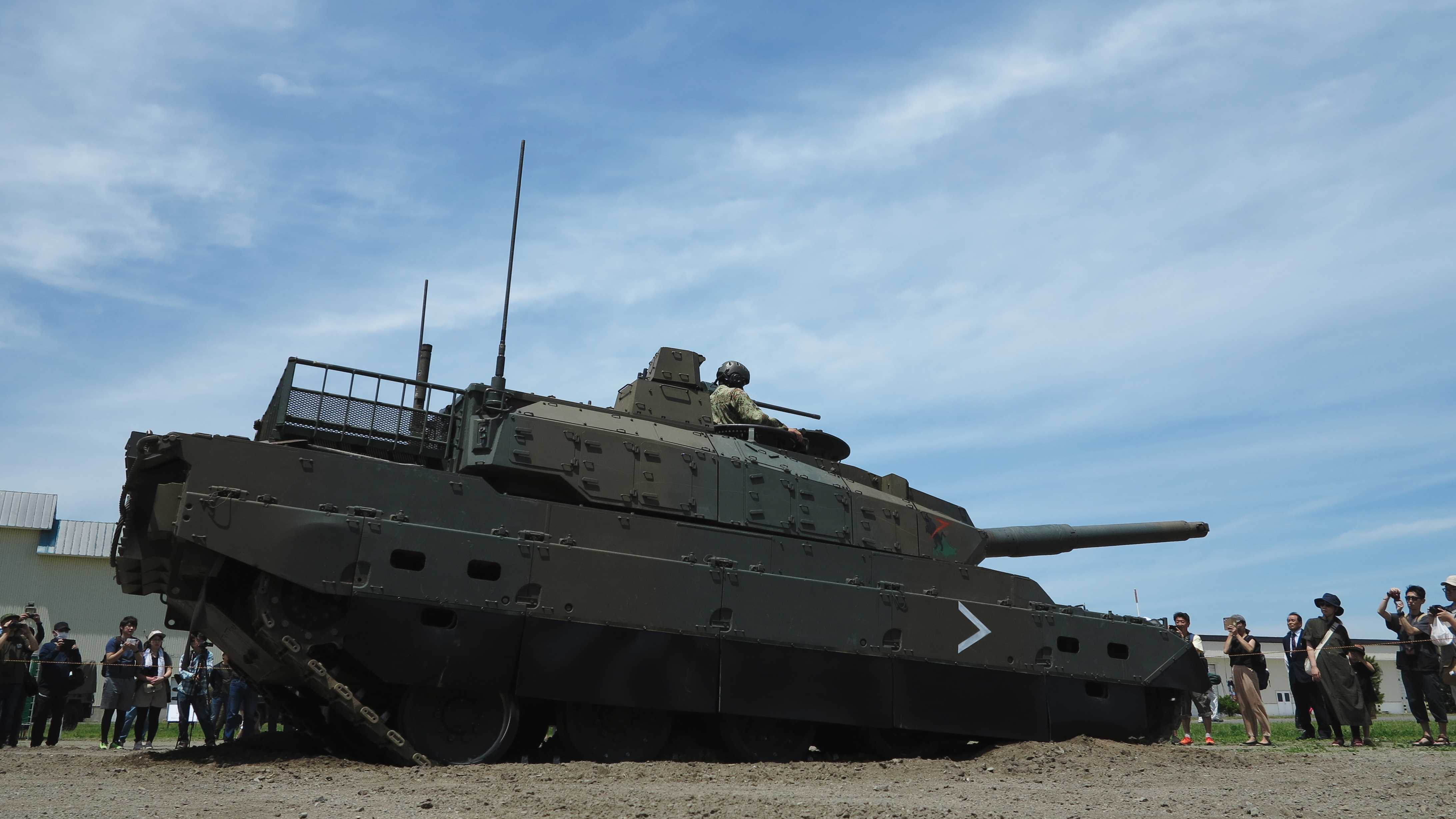
Il Type 10 può anche inclinare la parte frontale.

L'armamento principale è costituito dal cannone progettato e costruito da Japan Steel Works, a canna liscia L44 da 120 mm. Le munizioni includono i penetratori cinetici APFSDS, e sono compatibili con il munizionamento NATO da 120 mm. Questo cannone è dotato di un dispositivo di caricamento automatico, e l'alimentazione è del tipo a cinghia. L'armamento secondario è rappresentato da una mitragliatrice coassiale Sumitomo Type 74 da 7,62 mm e una brandeggiabile Browning M2HB.

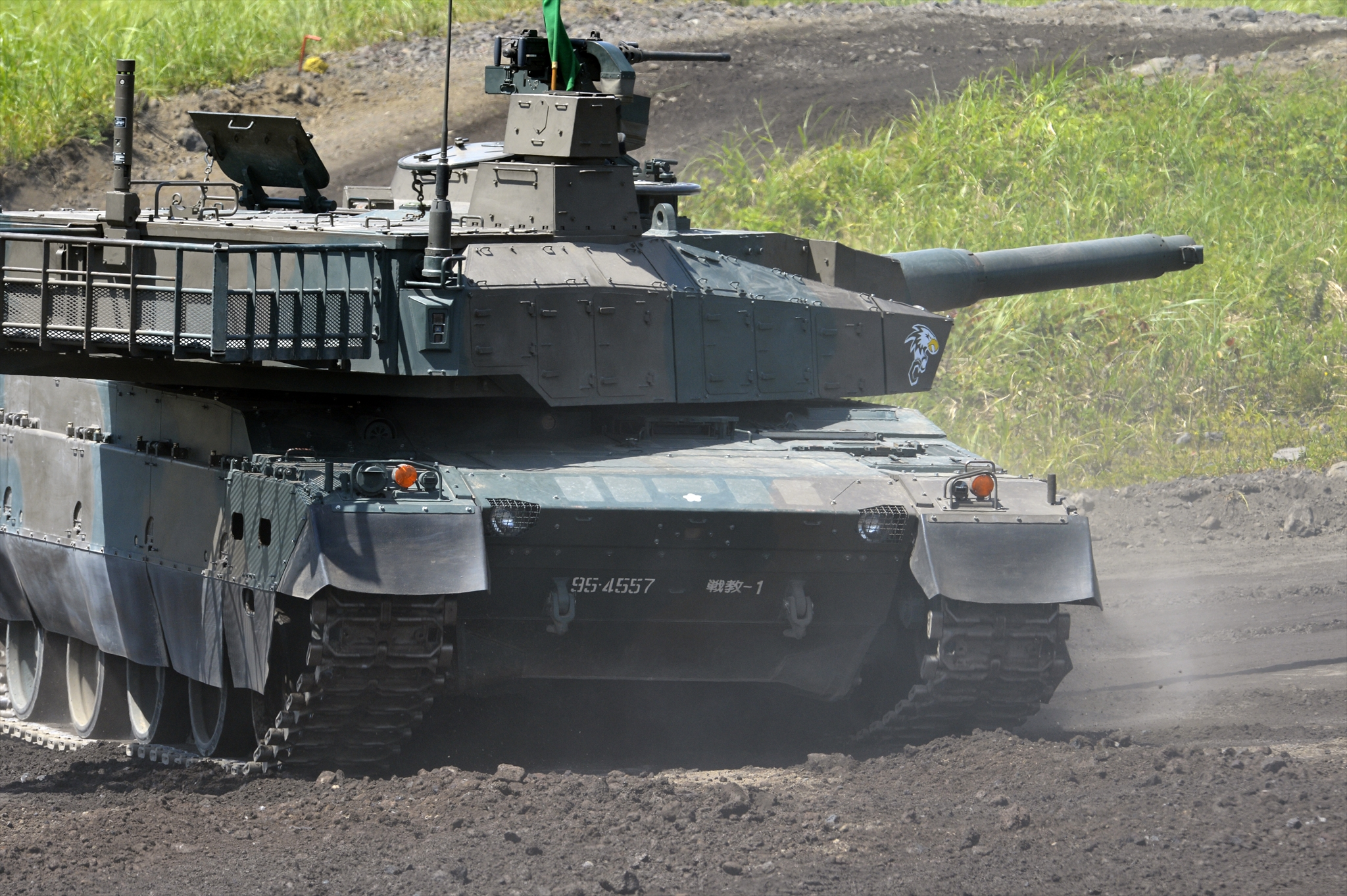
Il carro armato Type 10 può mantenere il controllo del tiro anche in movimento.

Il dispositivo di comando e controllo del tiro è dotato di un sistema di puntamento automatico che mantiene il cannone in direzione del bersaglio anche quando il carro armato è in movimento. Inoltre è possibile sparare comunque e sempre al bersaglio, anche in movimento, con un'elevata precisione e letalità. Il carro armato può scambiare informazioni con gli altri veicoli per l'acquisizione dei bersagli.
Una grossa telecamera a infrarossi è montata sulla torretta in una posizione molto elevata, dietro il periscopio del comandante, ed è in grado di ruotare completamente a 360 gradi.

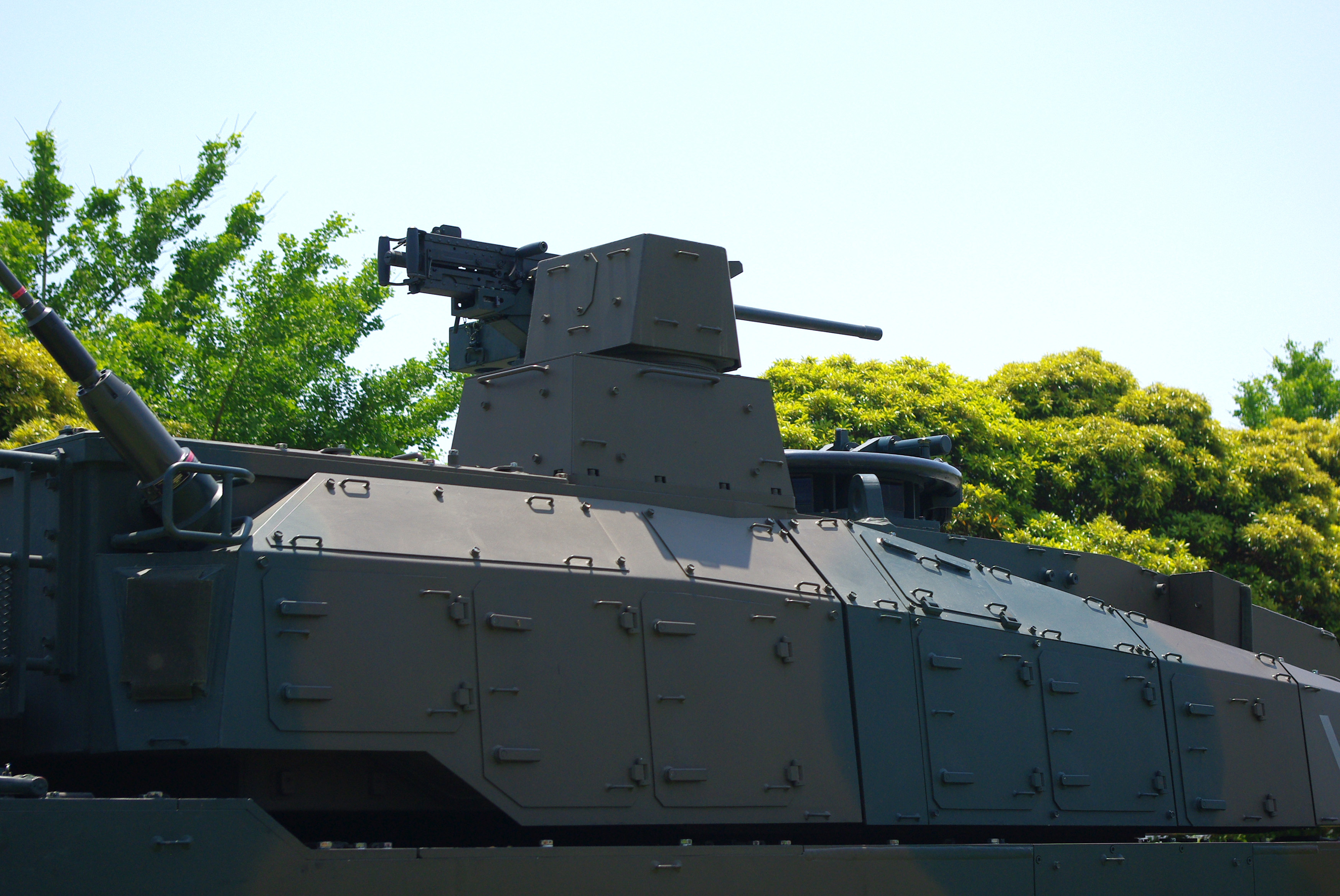
La grossa telecamera a infrarossi e dietro la mitragliatrice brandeggiabile M2HB.

Il Type 10 ha esaltato particolarmente le dotazioni di sistemi elettronici C4ISTAR (Command, Control, Communications, Computers, Intelligence, Surveillance and Reconnaissance) integrando le attività con il controllo dei computer e delle comunicazioni.

## Accordo di esportazione
Nel gennaio 2014 i media riferirono la manifestazione di interesse da parte del governo turco per l'acquisto e la produzione su licenza del motore del Type 10, ma la proposta venne rifiutata già a marzo dello stesso anno. La legislazione giapponese sull'esportazione di armi era infatti molto restrittiva in tal proposito, e non permetteva la vendita se non a particolari condizioni.